# Sächsischer Landespokal 2022/23
Der Sächsische Landespokal 2022/23 war die 33. Austragung des Sächsischen Landespokals (Sponsorenname: Wernesgrüner Sachsenpokal) der Männer im Amateurfußball. Der Landespokalsieger ist für den DFB-Pokal 2023/24 qualifiziert.
Im Finale setzte sich der 1. FC Lokomotive Leipzig gegen den Titelverteidiger und Rekordpokalsieger vom Chemnitzer FC mit 3:0 durch und sicherte sich somit ihren dritten Landespokalsieg.

## Teilnehmende Mannschaften
Für den Sächsischen Landespokal 2022/23 qualifizieren sich alle sächsischen Mannschaften der 3. Liga 2022/23, der Regionalliga Nordost 2022/23, der Oberliga Nordost 2022/23, der Sachsenliga 2022/23, der Landesklasse Sachsen 2022/23 und die dreizehn Kreis- bzw. Stadtpokalsieger der Saison 2021/22. Falls ein Kreis- bzw. Stadtpokalsieger in die Landesklasse aufgestiegen ist und dadurch die Qualifikation auch über die Ligazugehörigkeit erreicht hat, rückt der unterlegene Finalist nach. Ist auch dieser in die Landesklasse aufgestiegen, rückt der drittplatzierte Verein nach, wobei der jeweilige Kreis- bzw. Stadtverband festlegt, wie dieser ermittelt wird. Zweite Mannschaften sind von der Teilnahme ausgeschlossen; gewinnt eine Zweitvertretung einen Kreis bzw. Stadtpokal, geht das Startrecht auf die erste Mannschaft des betreffenden Vereins über. Ist diese bereits über ihre Ligazugehörigkeit für den Landespokal oder den DFB-Pokal qualifiziert, rückt der unterlegene Finalist nach.
Die folgende Übersicht listet alle Vereine auf, die sportlich für den Landespokal qualifiziert sind:
| 3. Liga 2022/23 (III) | Regionalliga Nordost 2022/23 (IV) | Oberliga Nordost 2022/23 (V) | Sachsenliga 2022/23 (VI) | Sachsenliga 2022/23 (VI) |
| --- | --- | --- | --- | --- |
| FC Erzgebirge Aue SG Dynamo Dresden FSV Zwickau | Chemnitzer FC 1. FC Lokomotive Leipzig BSG Chemie Leipzig | FC Eilenburg VfB Auerbach FSV Budissa Bautzen FC Oberlausitz Neugersdorf SC Freital FC Grimma VFC Plauen Bischofswerdaer FV | Inter Leipzig Großenhainer FV 90 FC Blau-Weiß Leipzig FV Dresden 06 Laubegast Radebeuler BC 08 VfB Empor Glauchau SV Einheit Kamenz SSV Markranstädt SG Handwerk Rabenstein | SG Taucha 99 FC 1910 Lößnitz FSV Motor Marienberg VfL Pirna-Copitz 07 SG Dresden Striesen Radefelder SV 90 BSC Rapid Chemnitz VfB Fortuna Chemnitz FSV Oderwitz 02 |
| Landesklasse Sachsen 2022/23 (VII) | Landesklasse Sachsen 2022/23 (VII) | Landesklasse Sachsen 2022/23 (VII) | Landesklasse Sachsen 2022/23 (VII) | Kreispokalsieger 2021/22 |
| - Staffel Nord: Kickers 94 Markkleeberg SV Lipsia 93 Eutritzsch SG Rotation Leipzig 1950 VfB Zwenkau 02 FSV Krostitz Bornaer SV Roter Stern Leipzig ATSV Frisch Auf Wurzen SV Tapfer 06 Leipzig FC Bad Lausick 1990 ESV Delitzsch SV Liebertwolkwitz SC Hartenfels Torgau 04 SV Panitzsch/Borsdorf SV Concordia Schenkenberg BSV Einheit Frohburg | - Staffel West: Reichenbacher FC Oberlungwitzer SV TSV Germania Chemnitz 08 Meeraner SV SV Merkur 06 Oelsnitz FC Concordia Schneeberg ESV Lok Zwickau SV Tanne Thalheim SV Auerhammer SV Eiche Reichenbrand VfB Pausa-Mühltroff TSV IFA Chemnitz (verzichtete) SG Neukirchen/Erzgebirge VfB Annaberg 09 SV Blau-Gelb Mülsen | - Staffel Mitte: BSG Stahl Riesa SG Motor Wilsdruff SV Germania Mittweida Meißner SV 08 Heidenauer SV SV Fortuna Langenau BSC Freiberg SV Lichtenberg SV Bannewitz FV Gröditz 1911 Hartmannsdorfer SV Empor TSV 1848 Flöha 1. FC Pirna HFC Colditz | - Staffel Ost: FV Eintracht Niesky FSV 1990 Neusalza-Spremberg SC Borea Dresden TSV Rotation Dresden Königswarthaer SV VfB Weißwasser Dresdner SC 1898 SG Crostwitz 1981 SG Weixdorf VfB Zittau (verzichtete) SV 1910 Edelweiß Rammenau Radeberger SV TSV Cossebaude Hoyerswerdaer FC BSV 68 Sebnitz SV Wesenitztal | - Chemnitz: SpVgg Blau-Weiß Chemnitz 02 (VIII) 1 - Dresden: SpVgg Dresden-Löbtau (VIII) - Erzgebirge: FSV Sosa (VIII) - Leipzig: SV Schleußig 1990 (VIII) 2 - Meißen: SG Kreinitz (VIII) 3 - Mittelsachsen: TSV 1893 Langhennersdorf (VIII) - Muldental/Leipziger Land: SV Naunhof 1920 (VIII) 4 - Nordsachsen: FSV Blau-Weiß Wermsdorf (VIII) - Oberlausitz: LSV Friedersdorf (VIII) - Sächsische Schweiz/Osterzgebirge: TSV Kreischa (VIII) 5 - Vogtland: VfB Schöneck 1912 (VIII) - Westlausitz: SV Aufbau Deutschbaselitz (VIII) 6 - Zwickau: FSV Limbach-Oberfrohna (VIII) |

## Modus
Der Sächsische Landespokal wird im K.-o.-Modus ausgetragen; im Falle eines Unentschiedens nach 90 Minuten folgen Verlängerung und Elfmeterschießen. Die Paarungen werden vor jeder Runde ausgelost. Heimrecht hat stets die klassentiefere Mannschaft, sonst entscheidet die Reihenfolge der Ziehung bei der Auslosung (die Mannschaft mit Heimrecht kann allerdings zugunsten der anderen Mannschaft auf das Heimrecht verzichten). In der 1. und 2. Hauptrunde können die über die Kreispokale qualifizierten Mannschaften nicht gegeneinander spielen. Das Heimrecht im Finale wird für den Fall einer Paarung aus zwei gleichklassigen Mannschaften separat ausgelost.
Die qualifizierten Mannschaften steigen je nach Ligazugehörigkeit gestaffelt in den Wettbewerb ein: In der 1. Hauptrunde spielen zunächst nur die über die Sachsenliga, die Landesklasse und die Kreispokale qualifizierten Mannschaften, wobei hier vier Freilose vergeben werden. Die Regional- und Oberligisten sind für die 2. Hauptrunde, die Drittligisten für die 3. Hauptrunde gesetzt.

## 1. Hauptrunde
Am 11. Juli 2022 wurde die 1. Hauptrunde im Wernesgrüner Sachsenpokal im Rahmen der Präsidiumssitzung ausgelost.

| Datum      |                                    | Ergebnis     |                                   |
| ---------- | ---------------------------------- | ------------ | --------------------------------- |
| 05.08.2022 | SSV Markranstädt (VI)              | 3:1          | FC Blau-Weiß Leipzig (VI)         |
| 06.08.2022 | SV Naunhof 1920 (VIII)             | 2:0          | SG Neukirchen/Erzgebirge (VII)    |
| 06.08.2022 | SV Germania Mittweida (VII)        | 2:3          | BSG Stahl Riesa (VII)             |
| 06.08.2022 | FSV Blau-Weiß Wermsdorf (VIII)     | 2:3          | ESV Lok Zwickau (VII)             |
| 06.08.2022 | FSV Sosa (VIII)                    | 1:4          | FSV Motor Marienberg (VI)         |
| 06.08.2022 | Dresdner SC 1898 (VII)             | 3:2          | BSV 68 Sebnitz (VII)              |
| 06.08.2022 | VfB Weißwasser 1909 (VII)          | 2:5          | BSC Freiberg (VII)                |
| 06.08.2022 | TSV Cossebaude (VII)               | 2:3 n. V.    | FSV 1990 Neusalza-Spremberg (VII) |
| 06.08.2022 | Hartmannsdorfer SV Empor (VII)     | 0:4          | FV Eintracht Niesky (VII)         |
| 06.08.2022 | SC Borea Dresden (VII)             | 2:0          | FSV Oderwitz 02 (VI)              |
| 06.08.2022 | SV Wesenitztal (VII)               | 4:0          | 1. FC Pirna (VII)                 |
| 06.08.2022 | SC Hartenfels Torgau 04 (VII)      | 1:3          | HFC Colditz (VII)                 |
| 06.08.2022 | Bornaer SV 91 (VII)                | 2:1          | BSC Rapid Chemnitz (VI)           |
| 06.08.2022 | SV Concordia Schenkenberg (VII)    | 1:2          | SV Tanne Thalheim (VII)           |
| 06.08.2022 | SV Panitzsch/Borsdorf (VII)        | 1:2          | SG Taucha 99 (VI)                 |
| 06.08.2022 | ESV Delitzsch (VII)                | 0:2          | TSV Germania Chemnitz 08 (VII)    |
| 06.08.2022 | FSV Krostitz (VII)                 | 5:0          | SV Tapfer 06 Leipzig (VII)        |
| 06.08.2022 | SV Lipsia 93 Eutritzsch (VII)      | N.An. Gast 7 | Inter Leipzig (VI)                |
| 06.08.2022 | SV Schleußig 1990 (VIII)           | 3:2 n. V.    | VfB Zwenkau 02 (VII)              |
| 07.08.2022 | SpVgg Dresden-Löbtau (VIII)        | 0:2          | SG Motor Wilsdruff (VII)          |
| 07.08.2022 | TSV Rotation Dresden 1990 (VII)    | 2:1          | Meißner SV 08 (VII)               |
| 07.08.2022 | LSV Friedersdorf (VIII)            | 1:5          | Hoyerswerdaer FC (VII)            |
| 07.08.2022 | SpVgg Blau-Weiß Chemnitz 02 (VIII) | 0:1          | ATSV Frisch Auf Wurzen (VII)      |
| 07.08.2022 | TSV Kreischa (VIII)                | 5:4 n. V.    | Königswarthaer SV (VII)           |
| 07.08.2022 | SG Kreinitz (VIII)                 | 2:3          | SG Dresden Striesen (VI)          |
| 07.08.2022 | VfB Schöneck 1912 (VIII)           | 4:2 n. V.    | Kickers 94 Markkleeberg (VII)     |
| 07.08.2022 | FSV Limbach-Oberfrohna (VIII)      | 1:4          | FC 1910 Lößnitz (VI)              |
| 07.08.2022 | TSV 1893 Langhennersdorf (VIII)    | 1:2          | FV Dresden 06 Laubegast (VI)      |
| 07.08.2022 | SV Aufbau Deutschbaselitz (VIII)   | 0:2          | Großenhainer FV 90 (VI)           |
| 07.08.2022 | SG Crostwitz 1981 (VII)            | 1:5          | SV Einheit Kamenz (VI)            |
| 07.08.2022 | SV 1910 Edelweiß Rammenau (VII)    | 1:3 n. V.    | VfL Pirna-Copitz 07 (VI)          |
| 07.08.2022 | TSV 1848 Flöha (VII)               | 1:2          | Heidenauer SV (VII)               |
| 07.08.2022 | SV Fortuna Langenau (VII)          | 0:4          | Radebeuler BC 08 (VI)             |
| 07.08.2022 | SG Weixdorf (VII)                  | N.An. Gast 7 | SV Lichtenberg (VII)              |
| 07.08.2022 | SV Bannewitz (VII)                 | 1:3          | FV Gröditz 1911 (VII)             |
| 07.08.2022 | SV Eiche Reichenbrand (VII)        | 0:2          | FC Bad Lausick 1990 (VII)         |
| 07.08.2022 | SV Auerhammer 1920 (VII)           | 3:2          | Roter Stern Leipzig (VII)         |
| 07.08.2022 | SV Merkur 06 Oelsnitz (VII)        | 4:2          | VfB Annaberg 09 (VII)             |
| 07.08.2022 | Meeraner SV (VII)                  | 1:6          | VfB Fortuna Chemnitz (VI)         |
| 07.08.2022 | FC Concordia Schneeberg (VII)      | 1:5          | VfB Empor Glauchau (VI)           |
| 07.08.2022 | Reichenbacher FC (VII)             | 2:4          | Radefelder SV 90 (VI)             |
| 07.08.2022 | SV Blau-Gelb Mülsen (VII)          | 1:3          | SG Handwerk Rabenstein (VI)       |
| 07.08.2022 | Oberlungwitzer SV (VII)            | 0:2          | BSV Einheit Frohburg (VII)        |

Freilose:
- Radeberger SV (VII)
- VfB Pausa-Mühltroff (VII)
- SG Rotation Leipzig 1950 (VII)
- SV Liebertwolkwitz (VII)

## 2. Hauptrunde
Am 13. August 2022 wurden die 2. und 3. Hauptrunde im Wernesgrüner Sachsenpokal im Rahmen der Saisoneröffnung in der Landesliga ausgelost.
Da zeitgleich zwei Runden ausgelost wurden, sind die Spiele der 2. Runde nummeriert wurden.

| Datum      |                                   | Ergebnis              |                                 |
| ---------- | --------------------------------- | --------------------- | ------------------------------- |
| 03.09.2022 | SV Tanne Thalheim (VII)           | 2:1                   | VfB Empor Glauchau (VI)         |
| 03.09.2022 | Heidenauer SV (VII)               | 3:1                   | FC Bad Lausick 1990 (VII)       |
| 03.09.2022 | Radeberger SV (VII)               | 1:3                   | Bischofswerdaer FV (V)          |
| 03.09.2022 | SV Wesenitztal (VII)              | 2:3 n. V.             | VFC Plauen (V)                  |
| 03.09.2022 | SV Lipsia 93 Eutritzsch (VII)     | 5:1                   | FV Gröditz 1911 (VII)           |
| 03.09.2022 | SV Liebertwolkwitz (VII)          | 2:5                   | TSV Rotation Dresden 1990 (VII) |
| 03.09.2022 | Dresdner SC 1898 (VII)            | 0:3                   | FC Eilenburg (V)                |
| 03.09.2022 | VfB Fortuna Chemnitz (VI)         | 0:4                   | FC Oberlausitz Neugersdorf (V)  |
| 03.09.2022 | FSV Krostitz (VII)                | 2:3                   | Großenhainer FV 90 (VI)         |
| 03.09.2022 | VfL Pirna-Copitz 07 (VI)          | 0:4                   | SSV Markranstädt (VI)           |
| 03.09.2022 | ATSV Frisch Auf Wurzen (VII)      | 3:2                   | FC 1910 Lößnitz (VI)            |
| 04.09.2022 | SV Naunhof 1920 (VIII)            | 2:0                   | Hoyerswerdaer FC (VII)          |
| 04.09.2022 | TSV Kreischa (VIII)               | 01:10                 | ESV Lok Zwickau (VII)           |
| 04.09.2022 | SV Schleußig 1990 (VIII)          | 2:2 n. V. (1:4 i. E.) | Bornaer SV 91 (VII)             |
| 04.09.2022 | VfB Schöneck 1912 (VIII)          | 0:7                   | BSG Chemie Leipzig (IV)         |
| 04.09.2022 | SG Taucha 99 (VI)                 | 3:0                   | Radebeuler BC 08 (VI)           |
| 04.09.2022 | BSG Stahl Riesa (VII)             | 0:5                   | Chemnitzer FC (IV)              |
| 04.09.2022 | SG Weixdorf (VII)                 | 1:7                   | FSV Budissa Bautzen (V)         |
| 04.09.2022 | SV Merkur 06 Oelsnitz (VII)       | 2:3                   | FV Eintracht Niesky (VII)       |
| 04.09.2022 | SG Rotation Leipzig 1950 (VII)    | 2:1                   | VfB Pausa-Mühltroff (VII)       |
| 04.09.2022 | BSV Einheit Frohburg (VII)        | 2:1                   | SV Einheit Kamenz (VI)          |
| 04.09.2022 | FSV 1990 Neusalza-Spremberg (VII) | 1:5                   | Radefelder SV 90 (VI)           |
| 04.09.2022 | SC Borea Dresden (VII)            | 2:4                   | 1. FC Lokomotive Leipzig (IV)   |
| 04.09.2022 | HFC Colditz (VII)                 | 3:0                   | SG Dresden Striesen (VI)        |
| 04.09.2022 | SV Auerhammer 1920 (VII)          | 1:1 n. V. (5:6 i. E.) | SG Motor Wilsdruff (VII)        |
| 04.09.2022 | TSV Germania Chemnitz 08 (VII)    | 1:4                   | FC Grimma (V)                   |
| 04.09.2022 | FSV Motor Marienberg (VI)         | 2:3                   | SC Freital (V)                  |
| 04.09.2022 | SG Handwerk Rabenstein (VI)       | 0:0 n. V. (5:3 i. E.) | VfB Auerbach (V)                |
| 04.09.2022 | BSC Freiberg (VII)                | 5:6 n. V.             | FV Dresden 06 Laubegast (VI)    |

## 3. Hauptrunde
| Datum      |                                 | Ergebnis              |                                |
| ---------- | ------------------------------- | --------------------- | ------------------------------ |
| 24.09.2022 | Bornaer SV 91 (VII)             | 0:11                  | FSV Zwickau (III)              |
| 24.09.2022 | SV Naunhof 1920 (VIII)          | 0:4                   | SC Freital (V)                 |
| 24.09.2022 | FV Eintracht Niesky (VII)       | 0:2                   | FC Grimma (V)                  |
| 24.09.2022 | SG Motor Wilsdruff (VII)        | 1:0                   | SSV Markranstädt (VI)          |
| 24.09.2022 | BSV Einheit Frohburg (VII)      | 1:1 n. V. (5:6 i. E.) | SV Lipsia 93 Eutritzsch (VII)  |
| 24.09.2022 | ATSV Frisch Auf Wurzen (VII)    | 0:11                  | SG Dynamo Dresden (III)        |
| 24.09.2022 | SV Tanne Thalheim (VII)         | 0:4                   | Chemnitzer FC (IV)             |
| 25.09.2022 | TSV Rotation Dresden 1990 (VII) | 0:3                   | Heidenauer SV (VII)            |
| 25.09.2022 | SG Handwerk Rabenstein (VI)     | 1:1 n. V. (5:3 i. E.) | SG Taucha 99 (VI)              |
| 25.09.2022 | Radefelder SV 90 (VI)           | 1:3                   | Bischofswerdaer FV (V)         |
| 25.09.2022 | ESV Lok Zwickau (VII)           | 0:3                   | Großenhainer FV 90 (VI)        |
| 25.09.2022 | SG Rotation Leipzig 1950 (VII)  | 1:5                   | VFC Plauen (V)                 |
| 25.09.2022 | FV Dresden 06 Laubegast (VI)    | 2:3 n. V.             | FC Oberlausitz Neugersdorf (V) |
| 25.09.2022 | HFC Colditz (VII)               | 1:2 n. V.             | FSV Budissa Bautzen (V)        |
| 25.09.2022 | BSG Chemie Leipzig (IV)         | 0:0 n. V. (7:8 i. E.) | 1. FC Lokomotive Leipzig (IV)  |
| 25.09.2022 | FC Eilenburg (V)                | 1:2                   | FC Erzgebirge Aue (III)        |

## Achtelfinale
Die Achtelfinal-Auslosung wurde am 8. Oktober 2022 im Rahmen des SFV-Verbandstages im Chemnitz durchgeführt. Laut Rahmenterminplan sind die Partien dann für den 16. & 19./20. November vorgesehen.
| Datum      |                               | Ergebnis              |                                |
| ---------- | ----------------------------- | --------------------- | ------------------------------ |
| 16.11.2022 | SV Lipsia 93 Eutritzsch (VII) | 2:2 n. V. (4:2 i. E.) | Bischofswerdaer FV (V)         |
| 16.11.2022 | Heidenauer SV (VII)           | 1:5                   | FSV Zwickau (III)              |
| 16.11.2022 | SG Motor Wilsdruff (VII)      | 0:1 n. V.             | FC Oberlausitz Neugersdorf (V) |
| 16.11.2022 | VFC Plauen (V)                | 3:7                   | SG Dynamo Dresden (III)        |
| 19.11.2022 | SC Freital (V)                | 1:2 n. V.             | Chemnitzer FC (IV)             |
| 19.11.2022 | 1. FC Lokomotive Leipzig (IV) | 3:0                   | SG Handwerk Rabenstein (VI) 8  |
| 19.11.2022 | FSV Budissa Bautzen (V)       | 0:4                   | FC Erzgebirge Aue (III)        |
| 22.02.2023 | Großenhainer FV 90 (VI)       | 5:5 n. V. (3:5 i. E.) | FC Grimma (V)                  |

## Viertelfinale
Im Rahmen des Länderspiels der U 20-Nationalmannschaft am 22. November 2022 in Zwickau gegen Portugal wurde das Viertelfinale um den Wernesgrüner Sachsenpokal 2022/2023 ausgelost.

Mit Dennis Protzel hat der Teammanager der U 20-Nationalmannschaft die Funktion der „Losfee“ übernommen und hat unter den Augen von SFV-Vizepräsident Volkmar Beier und Pokalleiter Ulrich Günther die Lose aus der Trommel geholt. Vorgesehen ist das Viertelfinale für das Wochenende vom 25./26. März 2023.
| Datum      |                               | Ergebnis  |                                |
| ---------- | ----------------------------- | --------- | ------------------------------ |
| 22.03.2023 | Chemnitzer FC (IV)            | 3:0       | FC Erzgebirge Aue (III)        |
| 25.03.2023 | FC Grimma (V)                 | 1:3 n. V. | 1. FC Lokomotive Leipzig (IV)  |
| 25.03.2023 | SV Lipsia 93 Eutritzsch (VII) | 1:2       | FC Oberlausitz Neugersdorf (V) |
| 29.03.2023 | SG Dynamo Dresden (III)       | 0:1       | FSV Zwickau (III)              |

## Halbfinale
In der Halbzeitpause des Viertelfinalspiels zwischen der SG Dynamo Dresden und dem FSV Zwickau wurden die beiden Halbfinalpartien ausgelost. Losfee war dabei SGD-Ehrenspielführer Hans-Jürgen Kreische. Die Partien finden Ende April statt. Ebenfalls wurde das Heimrecht für das Finale ausgelost. Gewonnen hat das Halbfinale 1 (1. FC Lok Leipzig – FSV Zwickau), vorausgesetzt im Endspiel stehen zwei Mannschaften aus derselben Liga, sonst hat wie gewohnt das unterklassigere Team Heimrecht.
| Datum      |                                | Ergebnis  | [ 6 ]              |
| ---------- | ------------------------------ | --------- | ------------------ |
| 26.04.2023 | FC Oberlausitz Neugersdorf (V) | 0:1 n. V. | Chemnitzer FC (IV) |
| 09.05.2023 | 1. FC Lokomotive Leipzig (IV)  | 1:0       | FSV Zwickau (III)  |

## Finale
| 1. FC Lokomotive Leipzig                                     | 1. FC Lokomotive Leipzig | Chemnitzer FC | Chemnitzer FC |
| ------------------------------------------------------------ | --- | --- | ------------- |
| 1. FC Lokomotive Leipzig                                     | \| 03. Juni 2023 um 16:15 Uhr in Leipzig (Bruno-Plache-Stadion) \| \| Ergebnis: 3:0 (1:0) \| \| Zuschauer: 10.700 \| \| Schiedsrichter: Alexander Sather (FC Grimma) \| \| Spielbericht \|                                                                                      | \| 03. Juni 2023 um 16:15 Uhr in Leipzig (Bruno-Plache-Stadion) \| \| Ergebnis: 3:0 (1:0) \| \| Zuschauer: 10.700 \| \| Schiedsrichter: Alexander Sather (FC Grimma) \| \| Spielbericht \| | Chemnitzer FC |
| 1. FC Lokomotive Leipzig                                     | Isa Doğan – Eric Voufack (81. Linus Zimmer), Mike Eglseder, Luca Sirch, Leon Heynke (78. David Urban) – Farid Abderrahmane, Riccardo Grym – Theo Ogbidi (70. Sascha Pfeffer), Zak Paulo Piplica (81. Bogdan Rangelov), Tobias Dombrowa – Djamal Ziane Cheftrainer: Almedin Civa | Jakub Jakubov – Robert Berger (61. Stefan Pribanovic), Robert Zickert, Tim Campulka, Niclas Walther (72. Marius Schreiber) – Tobias Müller, Dominik Pelivan – Stephan Mensah, Stanley Keller (72. Kilian Pagliuca), Furkan Kircicek (61. Michel Ulrich) – Felix Brügmann Cheftrainer: Christian Tiffert | Chemnitzer FC |
| 1. FC Lokomotive Leipzig                                     | 1:0 Grym (35.) 2:0 Dombrowa (57.) 3:0 Ziane (65.) | | Chemnitzer FC |
| 1. FC Lokomotive Leipzig                                     | Riccardo Grym (39.) | Robert Berger (14.), Furkan Kircicek (15.), Jakub Jakubov (35.), Niclas Walther (63.), Dominik Pelivan (69.), Tim Campulka (86.) | Chemnitzer FC |
| 03. Juni 2023 um 16:15 Uhr in Leipzig (Bruno-Plache-Stadion) | | |               |
| Ergebnis: 3:0 (1:0)                                          | | |               |
| Zuschauer: 10.700                                            | | |               |
| Schiedsrichter: Alexander Sather (FC Grimma)                 | | |               |
| Spielbericht                                                 | | |               |